# آندری وینوکوروف
آندری وینوکوروف (انگلیسی: Andriy Vynokurov؛ زادهٔ ۱۴ اوت ۱۹۸۲) دوچرخه‌سوار اهل اوکراین است. او همچنین از دوچرخه‌سواران بازی‌های المپیک تابستانی ۲۰۰۸ بوده است.
وی در مسابقات کشوری و بین‌المللی در مجموع برندهٔ ۳ مدال طلا، ۲ مدال نقره، ۳ مدال برنز شده‌است.